# Naashoibitosaurus ostromi
Naashoibitosaurus ostromi es la única especie conocida del género extinto  Naashoibitosaurus  (nav “lagarto de Naashoibito”) de dinosaurio ornitópodo hadrosáurido que vivió a finales del período Cretácico, en el Campaniense, hace aproximadamente entre 73 millones de años, en lo que es hoy Norteamérica. Sus restos se encontraron en la Formación Kirtland, en Nuevo México, Estados Unidos, solo conociéndose un esqueleto parcial. Al ser encontrado Jack Horner lo describió como un Kritosaurus, dinosaurio que aparece en su descripción definitiva.

## Descripción
Naashoibitosaurio, está basado en un esqueleto parcial, NMMNH P-16106 y no es conocida toda su anatomía. Lo mejor descrito es su cráneo, con un bajo hueso nasal, una cresta entre los ojos, pero no forma un marcado arco como en  Gryposaurus. Naashoibitosaurus pertenece a los Saurolophinae o los dinosaurios de pico de pato de cabeza plana con una cresta sólida, cuyo representante más conocido es Saurolophus, con el que está estrechamente relacionado. Si es un sinónimo de Kritosaurus, este último sería utilizado porque es el nombre más antiguo, pero su posición en relación con otros hadrosáuridos sería la misma.

## Descubrimiento e investigación
El nombre proviene de un error en la interpretación del origen de los restos. David Gillette y David Thomas, quienes colectaron el holotipo y único espécimen conocido, pensaron que provenía del miembro Naashoibito, la sección más reciente de la Formación Kirtland, lo que aparece en su nombre genérico. Sin embargo en realidad pertenece al miembro De-na-zin, que es más antiguo y se remonta al Campaniano. Horner describió la cabeza en 1992 como un ejemplar inmaduro de Kritosaurus, usándolo como evidencia de que Gryposaurus es diferente de Kritosaurus. Al mismo tiempo, Hunt & Lucas describieron material postcraneal a partir de un Edmontosaurus saskatchewanensis. cuando la desconexión llegó a ser evidente, Hunt y Lucas dieron al espécimen su propio nombre genérico, porque el cráneo pertenecía a un edmontosaurino, y consideraban a Kritosaurus un indeterminado y no usable.
Su estatus fue puesto en duda en 2000 por Thomas Williamson, que encontró diferencias morfológicas entre este y Kritosaurus las cuales se deberían a que se trata de cráneos de individuos de diversas edades. A diferencia de Hunt y Lucas, consideró que el cráneo tipo de Kritosaurus es diagnóstico y podría compararlo así co Naashoibitosaurus. Se volvió al argumento de Horner, observando al igual que él que tenía que la cresta nasal como en otros saurolofinos como Prosaurolophus, la cual se mueve hacia atrás en el cráneo durante el crecimiento. Él también precisó que la edad del fósil era incorrecta, ya que en vez de ser de rocas más recientes que las de Kritosaurus, tiene una edad casi igual. En la posterior revisión, publicada en la segunda edición del libro The Dinosauria, ys aparecen como géneros separados. La ausencia del pico y de la mandíbula inferior en el cráneo parcial hace a la comparación de Naashoibitosaurus aún más difícil. Un estudio de 2014 acordó con autores anteriores que Naashoibitosaurus es similar a Kritosaurus , pero encontró que es una especie distinta.

## Paleobiología
Siendo un hadrosáurido, Naashoibitosaurus habría sido un gran herbívoro que alternaba la marcha bípeda con la cuadrúpeda, comiendo la vegetación con un cráneo sofisticado que permitió un movimiento de molienda análogo a su masticación. Sus dientes se sustituían continuamente y poseía baterías dentales con centenares de dientes, aunque sólo un puñado de los mismos estaba en uso en un mismo momento. Las plantas habrían sido cosechadas por su amplio pico, y se llevaba a cabo su masticación en las mandíbulas en las mejillas. Habría podido alimentarse de plantas hasta los 4 metros de alto. Si era un realmente género separado, se desconoce cómo habría compartido recursos con el similar Kritosaurus.